# Ochrotrichia dardeni
Ochrotrichia dardeni är en nattsländeart som beskrevs av Harris 1986. Ochrotrichia dardeni ingår i släktet Ochrotrichia och familjen smånattsländor. Inga underarter finns listade i Catalogue of Life.